# Roi Cheng de Chu
Le Roi Cheng de Chu (chinois : 楚成王 ; pinyin : Chǔ Chéng Wáng), (???-626 av. J.C), est le quatrième Roi de l'état de Chu. Il règne de 672 a 626 av J.C., au début de la Période des Printemps et Automnes, de l'histoire de la Chine.Son nom de naissance est Xiong Yun (chinois traditionnel : 熊惲), "Roi Cheng" étant son nom posthume.  
En 672 av J.C, son frère ainé, le roi Du'ao, essaye de le tuer et lui doit s'enfuir dans l'état de Sui (en) pour lui échapper. Avec l'aide du Sui, Yun attaque et tue Du'ao, puis prend le pouvoir et devient le nouveau roi de Chu. Il épouse Zheng Mao, et a un fils nommé Xiong Shangchen
En 632 av J.C., lors de la bataille de Chengpu, les troupes du Chu sont vaincues par celles de l'état de Jin; en grande partie a cause de l'obstination et des erreurs strtatégique du ministre Ziyu (子玉), qui commande l'armée du Chu. Après cette défaite, Ziyu se suicide.
Durant l'été de l'an 648 av J.C., l'état de Huang est annexé par l'état de Chu.
Dans le Shiji, Sima Qian  donne un compte rendu détaillé des événements entourant la succession et la fin prématurée du roi Cheng. Durant la quarante-sixième année de son règne, ce qui correspond à l'an 626 av. J.-C., Cheng décide de faire de son fils Shangchen (商臣), le futur Roi Mu, son prince héritier. Zishang (子上), le Lingyin (c.a.d premier ministre du Chu) alors en fonction, lui conseille de ne pas le faire. En effet, il craint qu'il n'y ait de nombreux prétendants à ce titre et que toute décision du roi visant à changer de prince héritier ne provoque des troubles. Il avertit également le roi que Shangchen est un homme cruel et féroce, qui ne convient pas pour ce poste. Ne tenant pas compte de ces conseils, le roi Cheng fait de Shangchen son prince héritier.
Peu de temps après, le roi change effectivement d'avis, et des rumeurs se répandent, laissant croire que Shangchen vas être déposé, et qu'un autre fils du roi, Xiong Zhi (熊職), vas devenir le nouveau prince héritier. Confus, le prince héritier en titre ne sait pas s'il doit croire ces rumeurs ou les ignorer. Son tuteur lui conseille alors d'organiser un banquet pour la concubine préférée du roi, durant lequel il devras la traiter avec irrespect. Le prince suit ses conseils, et la concubine, furieuse de la manière dont elle est traitée, fini par dire à Shangchen : "C'est une bonne chose que le roi veuille te tuer et faire de Zhi son prince héritier!" N'ayant plus aucun doute concernant les intentions du roi, le tuteur du prince lui demande : "Es-tu capable de te mettre au service de Zhi ?" "Non", répondit-il. "Es-tu capable de t'exiler ?" "Non", répondit-il. Enfin, il lui demande : "Es-tu capable de faire quelque chose d'important ?" "Oui", répondit le prince.
Au cours du dixième mois de la même année, Shangchen prend le commandement des troupes du palais et encercle le roi Cheng pour le forcer à se suicider. Le roi Cheng demande à pouvoir manger une patte d'ours avant de mourir, mais sa demande est rejeté. C'est ainsi que le jour dingwei, le roi Cheng se pend et Shangchen monte sur le trône.